# 카와세 토모코
카와세 토모코(일본어: 川瀬 智子, 1975년 2월 6일 ~ )는 일본의 가수, 작곡가, 프로듀서, 배우, 모델이다. 교토부 출신인 카와세 토모코는 록 밴드 the brilliant green에서 보컬을 담당했고 솔로 가수로 활동하던 동안에는 토미 페브러리6(Tommy february6), 토미 헤븐리6(Tommy heavenly6)라는 또 다른 자아를 가진 예명을 사용했다.

## 전기
2002년에 발매된 1번째 정규 음반인 《Tommy february6》는 일본 오리콘 차트 1위를 기록했으며 2004년에 발매된 2번째 정규 음반인 《Tommy Airline》은 일본레코드협회로부터 플래티넘 인증을 받았다. 카와세 토모코는 8장의 솔로 음반을 발표했다. 카와세 토모코의 노래는 《파라다이스 키스》, 《기동전사 건담 더블 오》, 《소울 이터》, 《포켓몬스터》, 《은혼》, 《바쿠만》 등 다양한 애니메이션에 등장했고 카와세 토모코의 노래 2곡은 2004년에 개봉된 영화 《불량공주 모모코》에 사용되었다.
카와세 토모코는 2001년부터 2009년까지 소니 뮤직 엔터테인먼트 재팬 산하 음반 제작사인 데프스타 레코드를 통해 음반을 발매했고 2010년에 워너 뮤직 재팬과의 계약을 체결했다. 카와세 토모코는 캬리 파뮤파뮤, 찰리 XCX와 같은 팝 가수에 영향을 끼친 것으로 알려져 있다.

## 생애와 경력

### 1995년 ~ 2001년: the brilliant green
카와세 토모코는 1995년에 열린 아마추어 장기 자랑 대회에 참가했는데 그의 노래를 들은 베이스 기타 연주자인 오쿠다 슌사쿠와 기타 연주자인 마츠이 료가 the brilliant green에 리드 보컬로 합류하라는 요청을 받았다. the brilliant green은 초반에 1번째 싱글 음반 《Bye Bye Mr. Mug》, 2번째 싱글 음반 《goodbye and good luck》을 발표했는데 이들 싱글 음반은 어느 정도의 성공을 기록했다. 휴식기를 끝내고 1998년에 발표한 3번째 싱글 음반 《There will be love there -사랑이 있는 장소-》는 TBS 텔레비전에서 방송된 드라마 《러브 어게인》의 주제가로 사용되면서 차트 상위권에 진입했다. 1998년에 발표한 4번째 싱글 음반 《차가운 꽃》이 1위를 차지하면서 the brilliant green는 같은 해에 1번째 정규 음반 《the brilliant green》을 발표했다. 이 성공에 힘입어 the brilliant green의 첫 번째 전국 투어인 《There Will Be Live There Tour》는 일본 전역에서 3분 만에 매진되었다. 카와세 토모코는 2013년에 the brilliant green 15주년을 기념하여 자신의 페르소나가 발표했던 모든 노래를 담은 음반을 발표했다.

### 2001년 ~ 2009년: 토미 페브러리6, 토미 헤븐리6
카와세 토모코는 2001년에 데프스타 레코드에 합류하여 "토미 페브러리6"(Tommy february6, 자신의 애칭인 '토미'(Tommy)와 생년월일을 조합해서 명명됨)라는 캐릭터로 솔로 활동을 시작했고 1번째 싱글 음반 《Everyday at the Bus Stop》을 발표했다. the brilliant green의 팝 록 사운드와는 매우 다른 페르소나와 음악 스타일을 가진 토미는 《스트로베리 스위치블레이드》의 노래 《Since Yesterday》 커버 버전을 포함한 1980년대 영국과 미국의 신스팝에서 영감을 받아 파생되었다. 카와세 토모코가 토미와 함께 했던 원래의 의도는 음악과 외모 모두 귀엽기는 귀엽기는 하지만 순수함과는 거리가 먼 캐릭터를 창조하는 것이었다. 토미는 겉으로 드러나는 귀여운 성격에도 불구하고 자신의 감정에 충실하고 원하는 대로 하는 사람으로 묘사되었다. 카와세 토모코의 2번째 싱글 음반은 《Kiss One More Time》이었고 3번째 싱글 음반은 《Bloomin'!》(일본의 화장품 회사인 시세이도의 광고에서도 사용됨)였다. 카와세 토모코는 2002년 2월 6일에 토미 페브러리6라는 명의를 가진 자신의 1번째 정규 음반인 《Tommy february6》을 발표했다.
카와세 토모코는 2002년 10월에 《Tommy february6 + Hawaii》라는 제목의 사진 및 저널 북을 발간했는데 이 책은 레스토랑 리뷰, 관광지 소개, 문화 정보 등의 기능을 포함한 모의 여행 가이드 형식으로 선보인다. 등장인물의 외견상 귀여운 성격에 맞추어 동물과 요정들의 조잡한 스케치들이 표지에서 보듯이 많은 그림들을 장식하는 생각의 거품들과 나란히 페이지들을 어지럽히고 있는데 낙서가 뚜렷하게 보인다. 카와세 토모코는 2003년 2월 6일에 4번째 싱글 음반인 《Je t'aime je t'aime》를 발표했다. 카와세 토모코는 이 때부터 원래의 개념이 자신을 실망시키기 시작하면서 더 이상 순수성을 유지할 수 없다고 판단했다. 카와세 토모코는 토미 페브러리6의 5번째 싱글 음반인 《Love Is Forever》을 발표한 날에 "토미 헤븐리6"(Tommy heavenly6)의 1번째 싱글 음반인 《Wait till I Can Dream》을 발표하기도 했다. 카와세 토모코는 나중에 토미 헤븐리6가 토미 페브러리6가 갖고 있던 꿈에서 태어났다고 설명했는데 그 꿈에서 이전에 억누르고 있던 자신의 성격의 모든 요소를 포용하고 있다.
카와세 토모코는 2003년에는 토미 에인절스(Tommy Angels)라는 음악 그룹을 결성했다. 2003년 12월 17일에 발표된 싱글 음반 《You'll Be My Boy》는 오리콥 톱 200 위클리 피크 차트 78위를 기록했다. 카와세 토모코는 말리부 컨버터블의 노래 작사·작곡을 담당했고 프로듀싱 과정에도 참여하기도 했다. 이 그룹은 싱글 음반 발표 이후에 해체되었다.
카와세 토모코는 2004년에 토미 페브러리6라는 명의를 가진 자신의 2번째 정규 음반 《Tommy Airline》을 발표했는데 이 음반에는 토미 헤븐리6의 2번째 싱글 음반인 《Hey My Friend》이 수록되어 있다. 토미 페브러리6 명의로 발표된 싱글 음반 《L · O · V · E · L · Y -꿈꾸는 LOVELY BOY-》은 《포켓몬스터》의 극장판 제7기인 《극장판 포켓몬스터 AG: 열공의 방문자 테오키스》의 엔딩 곡으로 사용되었다. 카와세 토모코는 2005년 7월에 토미 헤븐리6의 3번째 싱글 음반인 《Ready?》를 발표했는데 얼마 지나지 않아서 자신의 3번째 정규 음반이자 토미 헤븐리6 명의를 가진 1번째 정규 음반인 《Tommy heavenly6》를 발표했다. 카와세 토모코는 토미 페브러리6 명의로 발표된 싱글 음반 《Lonely in Gorgeous》를 발표한 이후에 토미 헤븐리6 페르소나에 집중하기로 결정했다.
토미 헤븐리6는 2006년부터 2007년 사이에 5장의 새로운 싱글 음반을 발표했는데 이들 싱글 음반은 토미 헤븐리6의 2번째 정규 음반이자 카와세 토모코의 4번째 정규 음반인 《Heavy Starry Heavenly》로 이어졌다. 카와세 토모코는 2007년 3월에 열린 토미 헤븐리6 명의로 열린 4차례의 라이브 공연 투어인 《Heavy Starry Tour》를 진행했다. 카와세 토모코는 자신의 노래 대부분에 라이브 포맷을 접목시켰는데 이 포맷은 1시간 30분 동안 지속되었고 지금은 정규적인 백 밴드로 완성되었고 the brilliant green의 밴드 멤버들도 몇몇 노래에서 게스트로 출연했다. 카와세 토모코는 여전히 자신의 노래 《Lollipop Candy Bad Girl》, 《I Love Xmas》 등의 뮤직 비디오에서 등장하는 카메오를 통해 "토미 헤븐리6"라는 페르소나를 간직하고 있다.
토미는 2008년 2월 7일에 출시된 카와세 토모코의 컴필레이션 음반 《We Love Cyndi》에서 피처링 과정에 참여했으며 신디 로퍼의 노래 《All Through the Night》의 커버를 담당했다. 카와세 토모코는 2009년 2월 25일에 토미 페브러리6 명의를 가진 베스트 음반 《Strawberry Cream Soda Pop Daydream》, 토미 헤븐리6 명의를 가진 베스트 음반 《Gothic Melting Ice Cream's Darkness Nightmare》을 발표했다. 두 음반 모두 토미의 싱글 음반과 특정 음반 수록곡을 수집했으며 각각 새로운 노래를 수록했다.
카와세 토모코는 2009년 4월에 토미 헤븐리6의 3번째 정규 음반이자 카와세 토모코의 5번째 정규 음반인 《I Kill My Heart》를 발표했는데 시폰 브라우니(Chiffon Brownie)라는 가명을 가진 오쿠다 슌사쿠가 작곡을 담당했다. 이 음반에는 《Wait for Me There》, 《Leaving You》 뮤직비디오의 토미 페브러리6, 토미 헤븐리6 버전이 각각 수록되어 있다. 《I Kill My Heart》가 발표된 이후에 토미 페브러리6, 토미 헤븐리6 모두 데프스타 레코드와의 계약 기간이 만료됨에 따라 갱신되지 않았다.

### 2010년 ~ 2020년: 워너 뮤직 재팬
2010년에는 토미 페브러리6, 토미 헤븐리6, the brilliant green이 워너 뮤직 재팬과의 계약을 체결했다. 카와세 토모코는 2010년 12월에 자신의 트위터를 통해 토미 페브러리6 명의를 가진 3번째 정규 음반의 가능성을 발표했다. 토미 페브러리6의 워너 뮤직 재팬 공식 웹사이트에서는 여전히 "곧 올 것"이라고 언급되어 있다. 토미는 2011년 8월에 자신의 트위터를 통해 토미 페브러리6, 토미 헤븐리6가 데모를 준비하고 있다고 밝혔다. 2011년 9월에는 토미 헤븐리6의 공식 웹사이트에 토미 페브러리6가 2012년 2월 6일에 돌아올 것이라는 문장이 게시되었다. 토미 페브러리6는 토미 헤븐리6의 《I'm Your Devil (Halloween Remix)》의 뮤직 비디오에 출연했다.
토미는 2011년 11월 11일에 열린 J-웨이브 서커스(J-Wave Circus)와의 인터뷰에서 2012년에 발표할 예정인 토미 페브러리6와 토미 헤븐리6의 더블 음반을 녹음하고 있다고 밝혔다. 워너 뮤직 재팬은 2011년 12월 1일에 음반 발표일을 2012년 2월 29일로 명시한 보도 자료를 공개했다. 이 음반은 나중에 《February & Heavenly》로 명명되었고 오리콘 음반 차트에서 7위를 차지했다.
토미는 2012년 9월에 핼러윈 EP 음반 《Halloween Addiction》을 발표할 예정이라고 밝혔는데 이 음반에는 이전의 "핼러윈 싱글"과 새로운 싱글이 모두 등장했다. 토미는 2012년 12월에 밸런타인데이 싱글 음반 《Be My Balentine》을 발표할 예정이라고 발표했다. 토미는 2013년 4월에 새로운 영어 싱글 음반 《Runaway》를 발표했고 2013년 6월에는 정규 음반 《Tommy Candy Shop Sugar Me》를 발표했다. 토미는 2015년 10월 14일에 EP 음반 《Tommy's Halloween Fairy Tale》을 발표했다.
카와세 토모코는 2017년에 프로모션 싱글 음반 《Kitty Ninja》와 함께 돌아왔다. 이 음반에는 자신의 팬 사이트 회원들에게만 제공되는 토미 헤븐리6의 노래 《Living Dead Diner Girls》의 리믹스 버전이 수록되어 있다. 카와세 토모코는 2018년 10월 17일에 토미 페브러리6 명의를 가진 싱글 《Ice Cream Devils》, 토미 헤븐리6 명의를 가진 싱글 《Cupcake Angels》를 발매했다.

### 사생활
카와세 토모코는 2003년 11월 22일에 the brilliant green의 동료 멤버이자 베이스 기타 연주자인 오쿠다 슌사쿠와의 결혼을 발표하면서 그의 법적인 본명 또한 오쿠다 토모코(일본어: 奥田 智子)로 바뀌었다. 하지만 결혼 이전의 본명인 카와세 토모코라는 이름으로 알려져 있다.

### 그 외의 활동
카와세 토모코는 패션 잡지 《마르키》(Marquee)의 표지에 9번 등장했고 이탈리아의 패션 브랜드 피오루치의 모델로도 활동했다. 또한 일본의 여성 2인조 팝 음악 그룹인 아모야모(Amoyamo)의 멘토로도 활동했고 MTV 재팬의 음악 프로그램 《브레이크다운》의 진행을 맡았다. 2005년에는 카와세 토모코의 공식 브라이스 인형이 출시되었다.

## 음반 목록

### the brilliant green의 음반
- 《the brilliant green》 (1998년)
- 《Terra 2001》 (1999년)
- 《Los Angeles》 (2001년)
- 《The Winter Album》 (2002년)
- 《Blackout》 (2010년)

### 토미 페브러리6명의로 발매된 음반
- 《Tommy february6》 (2002년)
- 《Tommy Airline》 (2004년)
- 《february & heavenly》 (2012년)
- 《Tommy Candy Shop Sugar Me》 (2013년)

### 토미 헤븐리6명의로 발매된 음반
- 《Tommy heavenly6》 (2005년)
- 《Heavy Starry Heavenly》 (2007년)
- 《I Kill My Heart》 (2009년)
- 《february & heavenly》 (2012년)
- 《Tommy Ice Cream Heaven Forever》 (2013년)